# 稲垣好
稲垣 好（いながき このみ、7月24日 -）は、日本の女性声優。新潟県新潟市出身。アイムエンタープライズ所属。

## 経歴
幼少期は引っ込み思案で、恥ずかしがり屋だった。
小学3年生の時、クラスの女の子がほぼ全員アニメオタクで、稲垣もアニメチャンネルで『らんま1/2』など昔のアニメに夢中になった。漫画もたくさん読んでいるオタクで、皆と話をしている時に、「（アニメのキャラクターの）中には人がいるんだよ」、「このキャラクターとこのキャラクターは同じ人の声なんだよ」と教えてくれたことで職業としての声優を意識した。職業としての声優を知ったのと同じ頃、アニメオタクなクラスメイトのほぼ全員が「声優になりたい」と言っており、「じゃあ私も！」と声優になることを夢見ていた。ちょうどその頃、自分の声について「ちょっと人とは違う」、国語の朗読の時間に「超音波みたいな声」、「その声で私は寝てしまうから読まないでほしい」と言われていたことも目指したいと思うきっかけになった。その後、小学6年生の時に卒業記念で作っていた将来の夢を語る1分間くらいの動画で、「声優になりたい」と熱く語り、中学・高校時代も「声優になりたい子」として認知されていたという。
テレビアニメ『けいおん!』に影響を受け、放課後ティータイムのようなバンドに憧れ高校1年生の時からバンドを始めた。当時はキーボードとボーカルを担当していた。
高校卒業後は専門学校に進学し、その後日本ナレーション演技研究所に入所。
講師である坂本千夏からの厳しい叱咤によって転機が訪れ、2019年4月1日にアイムエンタープライズに所属でき、坂本との出会いがなければ声優としての道を歩んでいなかったかもしれないと感じているという。
2022年、『Do It Yourself!! -どぅー・いっと・ゆあせるふ-』のせるふ（結愛せるふ）役で、自身初となる主役の声を演じる。

## 人物
趣味はイラストと映画鑑賞、特技はエレクトーン。3歳からエレクトーンを習っていた。
名前の「好」が中国語で「ハオ」と読むことから、「はおちゃん」と呼ばれることが多いという。
親交のある声優はアイムエンタープライズの同期である小鹿なお。

## 出演
太字はメインキャラクター。

### テレビアニメ
2019年
- アイカツオンパレード!（生徒）

2020年
- 禍つヴァールハイト -ZUERST-（アデリナ）

2021年
- アイカツプラネット!（店員）
- Re:ゼロから始める異世界生活（2021年 - 2025年、村人、避難所の人々） - 2シリーズ
- 恋と呼ぶには気持ち悪い（女子B）
- 86-エイティシックス-（女性）
- ラブライブ!スーパースター!!
- アイドリッシュセブン Third BEAT!（女性ファンA）
- プラチナエンド（少女）
- 境界戦機（女の子）

2022年
- オリエント（生徒、妹）
- スローループ（美月）
- ラブライブ!虹ヶ咲学園スクールアイドル同好会
- カッコウの許嫁（クラスメイトD）
- 乙女ゲー世界はモブに厳しい世界です（女子）
- 黒の召喚士（アンジェ）
- 最近雇ったメイドが怪しい（子猫、生徒D）
- 宇崎ちゃんは遊びたい!ω
- Do It Yourself!! -どぅー・いっと・ゆあせるふ-（結愛せるふ）
- パズドラ（2022年 - 2025年、ルンル）
- 機動戦士ガンダム 水星の魔女（2022年 - 2023年、リリッケ・カドカ・リパティ） - 2シリーズ
- VAZZROCK THE ANIMATION（観客）

2023年
- お隣の天使様にいつの間にか駄目人間にされていた件（女子生徒）
- イジらないで、長瀞さん 2nd Attack（女子A）
- もののがたり（志保） - 2シリーズ
- 僕の心のヤバイやつ（五十嵐）
- 君は放課後インソムニア（女子生徒、女性、ソフトボール部員、子供）
- 【推しの子】（女子生徒）
- 絆のアリル（ノエル姉） - 2シリーズ
- 贄姫と獣の王（アミトの姉）
- 山田くんとLv999の恋をする（女子高生）
- 異世界でチート能力を手にした俺は、現実世界をも無双する〜レベルアップは人生を変えた〜
- ホリミヤ -piece-（女子生徒A）
- SYNDUALITY Noir（2023年 - 2024年、エリー） - 2シリーズ
- シュガーアップル・フェアリーテイル（ダナ）
- カードファイト!! ヴァンガード will+Dress（デイブレイクメンバー）
- わたしの幸せな結婚
- AIの遺電子（赤ん坊）
- スパイ教室
- 七つの魔剣が支配する（女子生徒B）
- 盾の勇者の成り上がり（2023年 - 2025年、イミア） - 2シリーズ
- ウマ娘 プリティーダービー Season 3（コパノリッキー）
- 暴食のベルセルク（ルナ）
- オーバーテイク!（二本松もも）

2024年
- 悪役令嬢レベル99 〜私は裏ボスですが魔王ではありません〜（ジェシカ・モンフォード）
- 愚かな天使は悪魔と踊る（カルテットB）
- 夜のクラゲは泳げない（女子高生）
- WIND BREAKER
- Re:Monster（サーラ）
- アストロノオト（女の子）
- 死神坊ちゃんと黒メイド（フィリップの妹）
- 無職転生 II 〜異世界行ったら本気だす〜（女子生徒A）
- バーテンダー 神のグラス（女子社員1）
- クレヨンしんちゃん（2024年 - 2025年、アニマルズD、ヒロイン）
- 鬼滅の刃 柱稽古編（寺の子どもたち）
- 僕の妻は感情がない（ミーナ）
- 転生したらスライムだった件（ジウ）
- 神之塔 -Tower of God-（シアシア） - 2シリーズ
- 魔法使いになれなかった女の子の話（マ組先輩B）
- 魔王2099（通行人C）
- ダンダダン（2024年 - 2025年、桃の友人B、メイドリーダー） - 2シリーズ
- 君は冥土様。（日陰ナカ）
- ぷにるはかわいいスライム（2024年 - 2025年、星狩ちい） - 2シリーズ

2025年
- 全修。（春子）
- 戦隊レッド 異世界で冒険者になる（イドラ・アーヴォルン）
- SAKAMOTO DAYS（女）
- ハニーレモンソーダ（ヒトミ）
- トリリオンゲーム（桃瀬）
- クラシック★スターズ（スタッフ）
- 日々は過ぎれど飯うまし（事務員後輩）
- 9-nine- Ruler’s Crown（女性客）
- ブサメンガチファイター（聖華）
- フードコートで、また明日。（和田の同級生）
- ブスに花束を。（女生徒）
- 終末ツーリング（ヨーコ）
- ちゃんと吸えない吸血鬼ちゃん（橋本結衣）

### Webアニメ
2021年
- XPGブランドストーリー（ガイア、ナレーション）

2022年
- 世界の終わりに柴犬と（白雪、他）

2023年
- しんでゅありてぃ科学講座（エリー）
- 境界戦機 極鋼ノ装鬼（ヒヌカン隊員）
- ツイヤバ（女生徒A）

2024年
- 魔法少女ホロウィッチ!THE STAGE（後輩社員）

### ゲーム
2020年
- 野生少女（エリシャ）
- ブラウンダスト（ジュリー）
- けものフレンズ3（インドゾウ）

2021年
- 鬼滅の刃 ヒノカミ血風譚
- 東方ダンマクカグラ（杖刀偶磨弓）
- ブラック・サージナイト（カッシン、ペンシルベニア）
- ガールズＸバトル2（ペペロン）
- 幻獣契約クリプトラクト（2021年 - 2023年、テフェティ）

2022年
- 誰ガ為のアルケミスト（マティア）
- ラストピリオド -終わりなき螺旋の物語-（ルゥシャウ）
- ウマ娘 プリティーダービー（2022年 - 2024年、コパノリッキー）
- クイズRPG 魔法使いと黒猫のウィズ（メルティア）
- LACKGIRL I - “Astra inclinant, sed non obligant.”（奏）

2023年
- モンスターストライク（ウィルオウィスプ、篤姫〈サト姫〉）
- ストリートファイター6（市民）
- 勝利の女神:NIKKE（マルチャーナ）

2024年
- グランブルーファンタジー リリンク
- ユニコーンオーバーロード（傭兵（タイプF）/ NPC）
- ファイアーエムブレム ヒーローズ（ユミナ）
- ドルフィンウェーブ（咲宮小針）
- リバースブルー×リバースエンド（アンサー）
- アズールレーン（アミティ）

2025年
- 機動戦士ガンダム U.C. ENGAGE（レンカ）
- ブルーアーカイブ -Blue Archive-（野正レイ）
- 崩壊:スターレイル（ボリュシア）
- ゼンシンマシンガール（南麻布アケミ）

### ドラマCD
- 休日のわるものさん（2021年、桜の少女[39]）
- 機動戦士ガンダム 水星の魔女 スペシャルドラマCD（2023年、リリッケ・カドカ・リパティ[40]） - Blu-ray特装限定版封入特典

### デジタルコミック
- ドラゴンになりたくない（2022年、鉤爪るるか[41]）
- αの立ち位置（2022年、転道花華[42]）
- VRおじさんの初恋（2022年、NAOKI）
- カノジョに浮気されていた俺が、小悪魔な後輩に懐かれています（2022年、志乃原真由[43]）
- 妹に婚約者を取られたら、獣な王子に求婚されました～またたびとして溺愛されてます～（2023年、カトリシア[44]）
- 聖猫の癒やし係～役立たずと言われましたが、もふもふ聖猫を癒やす力に目覚めました～（2023年、ヨル[45]）
- 獣人騎士の求愛事情（2024年、エマ・ワイマー[46]）

### ラジオ
※はインターネット配信
- 稲垣好の声ラブ（2021年、超!A&G+※）[47]
- Do It Your Radio!!（2022年、音泉※）[48]
- 稲垣好 はおうの城（2023年 - 、音泉※）
- ブサガチラジオ（2025年、HiBiKi Radio Station※）[49]

### インターネット番組
- さっさとはおー（2022年 - 、ニコニコ生放送）[50]

### その他コンテンツ
- invert 城塚翡翠倒叙集（2022年、涼見[51]） - オーディオブック

## ディスコグラフィ

### キャラクターソング
| 発売日         | 商品名                                                                                            | 歌 | 楽曲                             | 備考                                                                            |
| -------------- | ------------------------------------------------------------------------------------------------- | --- | -------------------------------- | ------------------------------------------------------------------------------- |
| 2022年9月28日  | ウマ娘 プリティーダービー WINNING LIVE 08                                                         | ウオッカ（大橋彩香）、ダイワスカーレット（木村千咲）、マヤノトップガン（星谷美緒）、スマートファルコン（大和田仁美）、ダイタクヘリオス（山根綺）、サクラローレル（真野美月）、ヤマニンゼファー（今泉りおな）、ダイイチルビー（礒部花凜）、アストンマーチャン（井上ほの花）、ケイエスミラクル（佐藤日向）、コパノリッキー（稲垣好）、ホッコータルマエ（菊池紗矢香）、ワンダーアキュート（須藤叶希） | 「Gaze on Me!」                  | ゲーム『ウマ娘 プリティーダービー』関連曲                                       |
| 2022年9月28日  | ウマ娘 プリティーダービー WINNING LIVE 08                                                         | スペシャルウィーク（和氣あず未）、サイレンススズカ（高野麻里佳）、ゴールドシップ（上田瞳）、ウオッカ（大橋彩香）、ダイワスカーレット（木村千咲）、メジロマックイーン（大西沙織）、ナリタブライアン（衣川里佳）、マヤノトップガン（星谷美緒）、ライスシャワー（石見舞菜香）、ウイニングチケット（渡部優衣）、スマートファルコン（大和田仁美）、ダイタクヘリオス（山根綺）、サクラローレル（真野美月）、ヤマニンゼファー（今泉りおな）、ダイイチルビー（礒部花凜）、アストンマーチャン（井上ほの花）、ケイエスミラクル（佐藤日向）、コパノリッキー（稲垣好）、ホッコータルマエ（菊池紗矢香）、ワンダーアキュート（須藤叶希） | 「うまぴょい伝説」               | ゲーム『ウマ娘 プリティーダービー』関連曲                                       |
| 2022年11月16日 | Do It Yourself!! ‐どぅー・いっと・ゆあせるふ‐ Theme Songs                                         | 潟女DIY部! | 「どきどきアイデアをよろしく！」 | テレビアニメ『Do It Yourself!! -どぅー・いっと・ゆあせるふ-』オープニングテーマ |
| 2022年11月16日 | Do It Yourself!! ‐どぅー・いっと・ゆあせるふ‐ Theme Songs                                         | せるふとぷりん | 「続く話」                       | テレビアニメ『Do It Yourself!! -どぅー・いっと・ゆあせるふ-』エンディングテーマ |
| 2022年12月28日 | ウマ娘 プリティーダービー WINNING LIVE 09                                                         | オグリキャップ（高柳知葉）、イナリワン（井上遥乃）、スマートファルコン（大和田仁美）、コパノリッキー（稲垣好）、ホッコータルマエ（菊池紗矢香）、ワンダーアキュート（須藤叶希） | 「KIRARI MAGIC SHOW」            | ゲーム『ウマ娘 プリティーダービー』関連曲                                       |
| 2022年12月28日 | ウマ娘 プリティーダービー WINNING LIVE 09                                                         | コパノリッキー（稲垣好） | 「ラキハピファンタスティック」   | ゲーム『ウマ娘 プリティーダービー』関連曲                                       |
| 2022年12月28日 | ウマ娘 プリティーダービー WINNING LIVE 09                                                         | トウカイテイオー（Machico）、オグリキャップ（高柳知葉）、ウオッカ（大橋彩香）、タイキシャトル（大坪由佳）、エルコンドルパサー（髙橋ミナミ）、テイエムオペラオー（徳井青空）、ナリタブライアン（衣川里佳）、エアグルーヴ（青木瑠璃子）、タマモクロス（大空直美）、ビワハヤヒデ（近藤唯）、マヤノトップガン（星谷美緒）、ミホノブルボン（長谷川育美）、イナリワン（井上遥乃）、スマートファルコン（大和田仁美）、キタサンブラック（矢野妃菜喜）、コパノリッキー（稲垣好）、ホッコータルマエ（菊池紗矢香）、ワンダーアキュート（須藤叶希） | 「うまぴょい伝説」               | ゲーム『ウマ娘 プリティーダービー』関連曲                                       |
| 2024年1月10日  | TVアニメ『ウマ娘 プリティーダービー Season 3』ANIMATION DERBY Season 3 vol.3 Original Sound Track | キタサンブラック（矢野妃菜喜）、サトノダイヤモンド（立花日菜）、サトノクラウン（鈴代紗弓）、シュヴァルグラン（夏吉ゆうこ）、サウンズオブアース（MAKIKO）、ドゥラメンテ（秋奈）、トウカイテイオー（Machico）、メジロマックイーン（大西沙織）、ゴールドシップ（上田瞳）、スペシャルウィーク（和氣あず未）、サイレンススズカ（高野麻里佳）、ウオッカ（大橋彩香）、ダイワスカーレット（木村千咲）、ナイスネイチャ（前田佳織里）、ツインターボ（花井美春）、イクノディクタス（田澤茉純）、マチカネタンホイザ（遠野ひかる）、ロイスアンドロイス（田辺留依）、ヴィルシーナ（奥野香耶）、ヴィブロス（伊藤彩沙）、シンボリルドルフ（田所あずさ）、エアグルーヴ（青木瑠璃子）、ミホノブルボン（長谷川育美）、ライスシャワー（石見舞菜香）、サクラバクシンオー（三澤紗千香）、トーセンジョーダン（鈴木絵理）、マチカネフクキタル（新田ひより）、メイショウドトウ（和多田美咲）、メジロパーマー（のぐちゆり）、ダイタクヘリオス（山根綺）、コパノリッキー（稲垣好） | 「うまぴょい伝説」               | テレビアニメ『ウマ娘 プリティーダービー Season 3』エンディングテーマ            |
| 2024年7月24日  | SYNDUALITY Noir Blu-ray BOX II（特装限定版） 特典CD                                               | シエル（青山なぎさ）、エリー（稲垣好） | 「You&(A)I」                     | テレビアニメ『SYNDUALITY Noir』関連曲                                           |

### シリーズ一覧
1. ↑  第2期『2nd season』後半クール（2021年）、第3期『3rd season 反撃編』（2025年）
2. ↑  Season1（2022年 - 2023年）、Season2（2023年）
3. ↑  第一章（2023年）、第二章（2023年）
4. ↑  ファーストシーズン（2023年）、セカンドシーズン（2023年）
5. ↑  第1クール（2023年）、第2クール（2024年）
6. ↑  Season 3（2023年）、Season 4（2025年）
7. ↑  第2期『王子の帰還』（2024年）、第2期『工房戦』（2024年）
8. ↑  第1期（2024年）、第2期（2025年）
9. ↑  第1期（2024年）、第2期（2025年）

### 初出話一覧
1. 1 2  第63話初出
2. ↑  第50話初出
3. ↑  第368話初出
4. ↑  第226話初出
5. ↑  Season 4 第6話初出
6. ↑  Season 3 第5話初出
7. 1 2 3 4  第2話初出
8. 1 2  第10話初出
9. 1 2 3 4 5 6 7 8 9  第1話初出
10. 1 2 3 4  第5話初出
11. ↑  第29話初出
12. ↑  第17話初出
13. 1 2  第1275話初出
14. ↑  第1237話初出
15. 1 2  第7話初出
16. ↑  第65話初出
17. 1 2  第18話初出
18. ↑  第6話初出
19. ↑  第14話初出
20. ↑  第9話初出
21. ↑  第20話初出
22. ↑  第4話初出
23. ↑  第11話初出

### ユニットメンバー
1. ↑  稲垣好、市ノ瀬加那、佐倉綾音、和氣あず未、高橋花林、大森日雅
2. ↑  稲垣好、市ノ瀬加那